# 올림픽 부룬디 선수단
올림픽 부룬디 선수단은 부룬디 대표로 올림픽에 참가하는 선수단이다. 부룬디는 1996년 올림픽에 처음 참가했으며 그 이후로 매년 하계 올림픽에 선수단을 파견해 왔다. 브룬디는 동계 올림픽에 참가한 적이 없다.
베누스테 니용가보(Vénuste Niyongabo)는 1996년 8월 3일 애틀랜타 올림픽에서 육상 금메달을 획득했고, 프란신 니욘사바(Francine Niyonsaba)는 20년 후인 2016년 8월 20일 리우데자네이루 올림픽에서 육상에서 은메달을 추가했다.
부룬디 국가 올림픽 위원회는 1990년에 창설되었고 1993년에 국제 올림픽 위원회의 승인을 받았다.

## 종목별 메달 집계
| 경기 | 금 | 은 | 동 | 합계 | 순위 |
| ---- | -- | -- | -- | ---- | ---- |
| 육상 | 1  | 1  | 0  | 2    | 59   |
| 합계 | 1  | 1  | 0  | 2    | 98   |

## 같이 보기
- 분류:부룬디의 올림픽 참가 선수